# Wehrmachthelferin

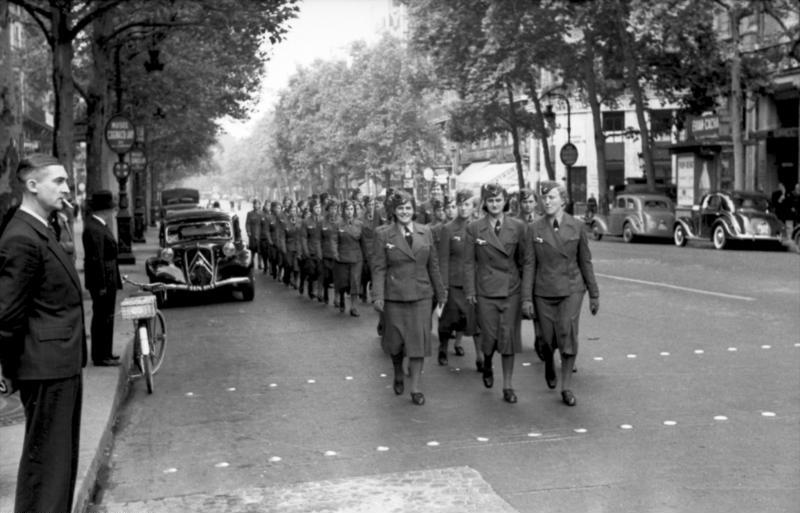
Wehrmachthelferinnen na Paris ocupada em 1940.

Wehrmachthelferin eram meninas e mulheres jovens que serviram na Wehrmacht alemã durante a Segunda Guerra Mundial. O apelido da época era Blitzmädels (meninas relâmpago), por causa da insígnia no braço, ou Fugen-s.

## História
Mais de meio milhão de mulheres foram auxiliares da Wehrmacht em todos os três ramos do exército, marinha e força aérea, bem como nas Waffen-SS por períodos de tempo variáveis. Mais da metade delas se ofereceu voluntariamente enquanto as outras foram recrutadas para emergências ou serviço militar. Tal como os prisioneiros de guerra Hilfswilliger, ("auxiliares voluntários", chamados Hiwis), elas faziam parte do chamado pessoal improvisado. As mulheres não foram usadas apenas no Reich alemão, mas também em pequena escala em áreas ocupadas, como no Governo Geral (Polônia), Dinamarca, Noruega, Holanda, Bélgica, França, no Reichskommissariat Ostland, mais tarde também na Iugoslávia, Grécia, Itália e na aliada Romênia, como assistentes de estado-maior.
No início, as mulheres na Alemanha nazista não estavam envolvidas na Wehrmacht, pois Hitler se opunha ideologicamente ao recrutamento de mulheres, afirmando que a Alemanha "não formaria nenhuma seção de mulheres lançadoras de granadas ou qualquer corpo de mulheres atiradoras de elite". No entanto, com muitos homens indo para a frente, as mulheres foram colocadas em posições auxiliares dentro da Wehrmacht, chamadas Wehrmachtshelferinnen, participando de tarefas como:
- operadoras de telefonia, telégrafo e transmissão,
- funcionárias administrativas, datilógrafas e mensageiras,
- operadoras de equipamentos de escuta, em defesa antiaérea, operação de projetores para defesa antiaérea, funcionárias de serviços de meteorologia e pessoal auxiliar de defesa civil.
- enfermeiras voluntárias no serviço de saúde militar (semelhante ao papel das mulheres que trabalham com a Cruz Vermelha Alemã ou outras organizações voluntárias).

Eles foram colocados sob a mesma autoridade que os Hiwis, pessoal auxiliar do exército (alemão: Behelfspersonal) e foram designados para tarefas dentro do Reich e, em menor grau, nos territórios ocupados, por exemplo, no governo geral da Polônia ocupada, na França, e mais tarde na Iugoslávia, na Grécia e na Romênia.
Em 1945, 500 000 mulheres estavam servindo como Wehrmachtshelferinnen, metade das quais eram voluntárias, enquanto a outra metade realizava serviços obrigatórios ligados ao esforço de guerra (Kriegshilfsdienst).